# Italo Bianchi
Italo Bianchi (Castelnuovo di Garfagnana, 13 de agosto de 1936-30 de abril de 2023) fue un religioso, compositor y maestro italiano.

## Biografía
Nació en Castelnuovo Garfagnana, diócesis de Massa, en 1936. Fue ordenado sacerdote el 28 de junio de 1959 y su primera misión fue la de descripción de funciones en la Catedral de Massa. Desde 1970 fue profesor de Armonía, Contrapunto y Fuga en el Pontificio Instituto de Música Sacra de Roma sin salir nunca de su Garfagnana natal. De hecho, fue párroco de Rontano y Sillicano durante años.